# 翠西亞·海爾弗
翠西亞·海爾弗（英語：Tricia Helfer，1974年4月11日—）是一位加拿大超級名模與演員，因演出《星際大爭霸2005》（Battlestar Galactica）中的角色「Number Six」而知名，她是《加拿大超級名模生死鬥第一季》的主持人。

## 圖片集

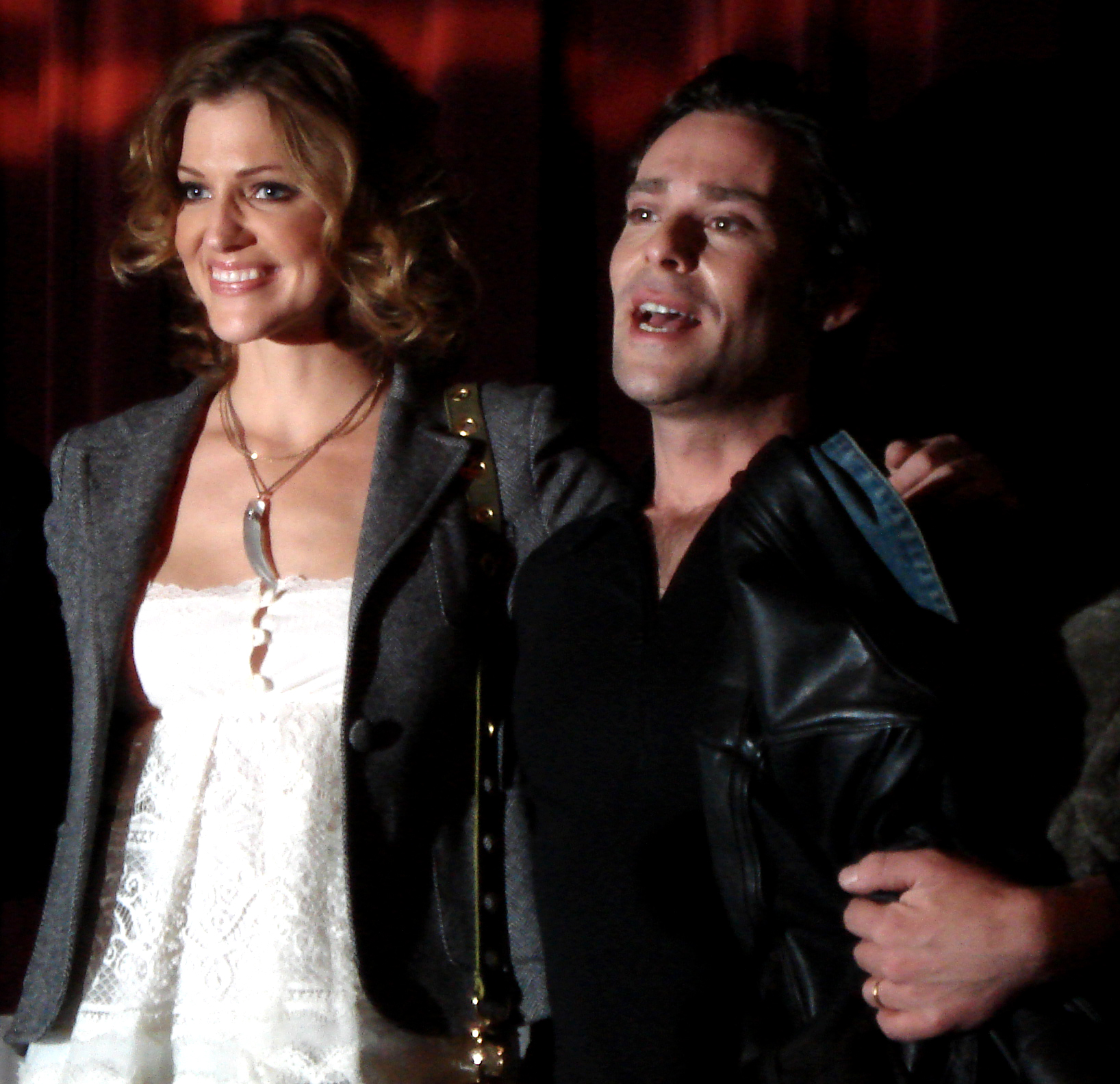
與詹姆士·卡利斯（James Callis）聯袂出席的海爾弗
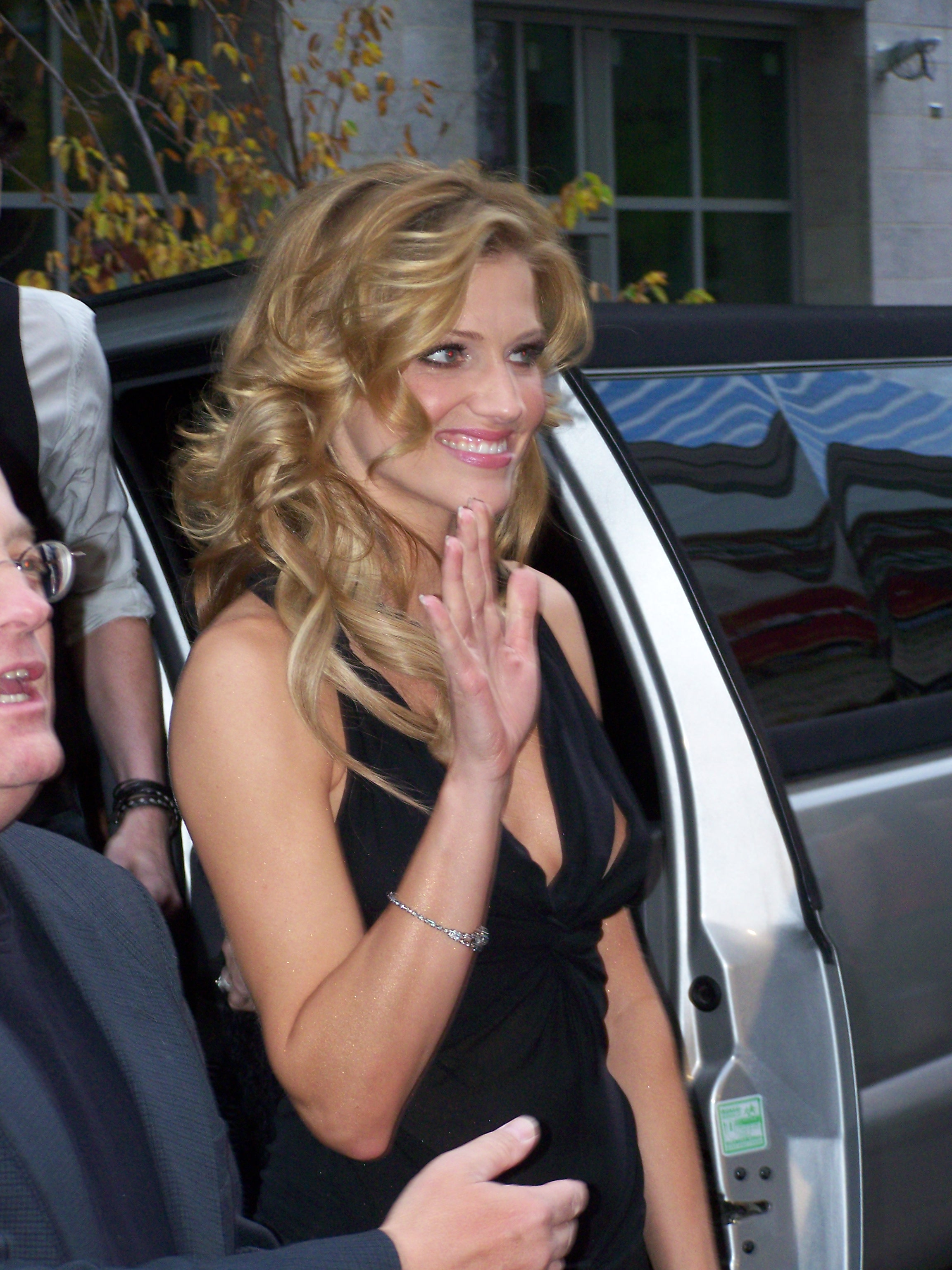
海爾弗出席2007年卡爾加里國際影展（Calgary International Film Festival）

## 外部連結
- Official website （页面存档备份，存于）
- Tricia Helfer Maxim Spread[永久]
- Tricia Helfer在互联网电影资料库（IMDb）上的資料（英文）